# HMS Inglefield
HMS Inglefield var en I-klass flottiljledare/jagare byggd för Royal Navy som tjänstgjorde under andra världskriget. Hon var flottans sista specialbyggda flottiljledare. I maj 1940 ändrades hennes fartygsnummer till I02.

## Beskrivning
Fartygen i I-klassen var förbättrade versioner av den tidigare H-klassen. Deras deplacament var 1 390 ton vid standardlast och 1 918 ton vid fullast. Fartygen hade en total längd på 98,5 meter, en bredd på 10,1 meter och ett djupgående på 3,8 meter. De drevs av två Parsons-ångturbiner, som var och en drev en propelleraxel, med ånga från tre Admirality-pannor. Turbinerna utvecklade totalt 34 000 hästkrafter (25 000 kW) och var avsedda att ge en maximal hastighet på 35,5 knop (65,7 km/h). Inglefield nådde en hastighet på 36 knop (67 km/h) med 34 268 shp (25 554 kW) under provseglingarna. Fartygen hade tillräckligt med bränsle ombord för att ge dem en räckvidd på 5 500 nautiska mil (10 200 km) vid 15 knop (28 km/h). Besättningen bestod av 145 officerare och sjömän.
Fartygen hade fyra 12 cm Mark IX-kanoner i enkelmontage, betecknade "A", "B", "X" och "Y" från för till akter. För luftvärn hade de två fyrdubbla fästen för 12,7 mm Vickers Mark III-kulsprutor. I-klassen var utrustad med två femdubbelt monterade torpedtuber ovan vattenytan för 53,3 cm torpeder. En sjunkbombsräls och två sjunkbombskastare var monterade; 16 sjunkbomber fanns ursprungligen, men detta ökades till 35 strax efter krigets början. I-klassens jagare var utrustade med ASDIC-sonarsystemet för att lokalisera ubåtar under vattnet.

## Ubåtsjakt
Vid krigsutbrottet utplacerades Inglefield som ledare för den 3:e jagarflottiljen i Medelhavsflottan och var baserad på Malta. Hon överfördes dock till Home Fleet före slutet av september 1939 för att patrullera de västra inloppen. I denna roll eskorterade hon hangarfartyget Courageous, men svarade på en nödsignal från SS Kafirstan när Courageous attackerades och sänktes. Inglefield sökte förgäves efter ubåten U-29 som sänkte hangarfartyget. En månad senare sänkte Inglefield, tillsammans med sina systerfartyg Ivanhoe och Intrepid, ubåten U-45 utanför Irlands sydvästkust. Hon attackerades senare av ubåten U-18 som avfyrade flera torpeder mot henne, men alla missade. Några dagar efter den sista attacken fick fartyget bogsera ubåten HMS Triad tillbaka till Stavanger, efter att den skadats under en patrullering i Nordsjön. Inglefield sänkte en annan tysk ubåt, U-63, i början av 1940 med hjälp av sitt systerfartyg Imogen och ubåten Narwhal.

## Operation Weserübung
I maj 1940, efter att de brittiska styrkorna misslyckats i Norge, kallades Inglefield in för att evakuera brittiska trupper från den norska staden Åndalsnes. I juni eskorterade hon de skadade jagarna Antelope och Electra (som hade kolliderat med varandra när de eskorterade hangarfartyget Ark Royal under flyganfall mot Trondheim) tillbaka till hamnen. Det var en långsam resa eftersom Electras bog var skadad. Saken blev inte bättre av en våldsam storm som varade under halva resan, under vilken ett ammunitionsskåp på Electras fördäck lossnade och började glida runt på däcket.

## Jakten på de tyska slagskeppen
Inglefield skickades till Nordsjön med jagaren Zulu för att eskortera slagkryssarna Renown och Repulse i en misslyckad operation för att söka efter och förstöra det tyska slagskeppet Scharnhorst. Man trodde att det var den tunga kryssaren Deutschland, och en massiv insats från Royal Navy lyckades inte hindra henne från att återvända till en tysk hamn.

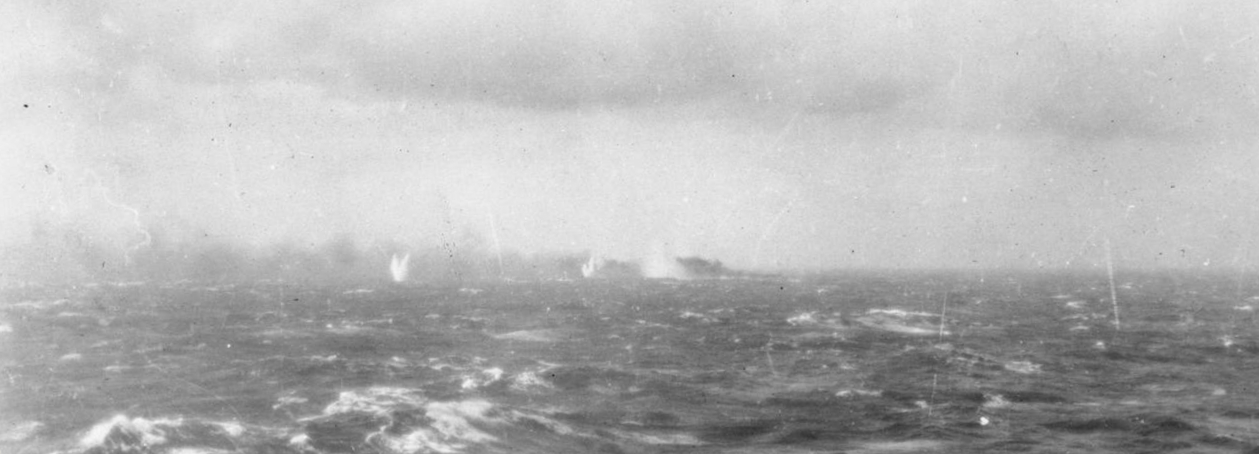
Bismarcks sista strid

Hennes kanske mest berömda insatts var i maj 1941 när hon ingick i eskorten för slagskeppen King George V och Rodney i jakten på och sänkningen av det tyska slagskeppet Bismarck.
I augusti var hon på plats i Scapa Flow för ett besök av kung George VI, och hon tog även ombord kungen för en uppvisning av flottan och sedan för återresa till fastlandet den 9 augusti.

## Konvojeskort
Hon ingick i eskorten för den första konvojen till Sovjetunionen, tillsammans med hangarfartygen HMS Victorious och sedan HMS Argus. Hon återvände regelbundet till eskortuppdrag i Arktis, eftersom hon ofta var utplacerad med Home Fleet. Men ibland skickades hon någon annanstans på ett särskilt uppdrag. Ett exempel var i början av 1942 när hon stödde kommandoräder på den norska kusten och besköt Florø med sitt systerfartyg Intrepid, en aktion som sänkte tre fartyg och skadade fabriker på land. Ett annat exempel var i april 1942 då hon också skickades till Medelhavet för att eskortera det amerikanska hangarfartyget Wasp till Malta i april 1942. Den 3 juli 1942 avskiljdes hon från en arktisk konvoj för att söka efter det tyska slagskeppet Tirpitz, som rapporterades ha lämnat sin normala ankarplats. 1943 överfördes hon från arktisk konvojtjänst till atlantiskt konvojförsvar, men hon tillbringade fortfarande mycket av sin tid i hemmavatten.

## Invasionen av Italien

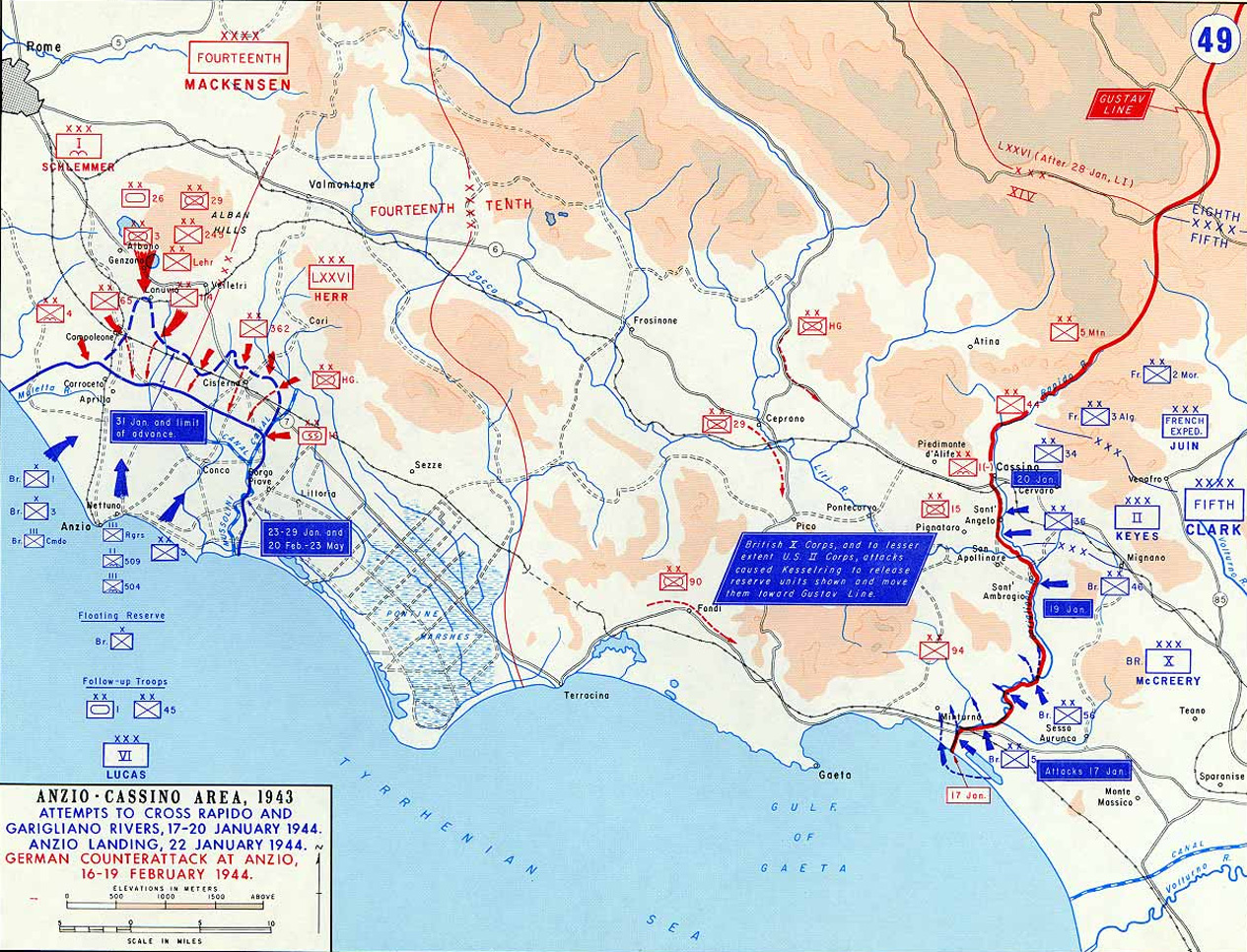
Inglefield understödde landstigningarna vid Anzio genom att beskjuta tyska förstärkningar och understödslinjer och ge eldunderstöd till de allierade trupperna

Hennes nästa större insats var i juli 1943, då hon deltog i invasionen av Sicilien. Hon var en av 18 brittiska, grekiska och polska jagare som tillsammans med fyra kryssare från Royal Navy utgjorde eskorten för slagskeppen Nelson, Rodney, Warspite och Valiant samt hangarfartygen Indomitable och Formidable i Joniska havet. Inglefields huvuduppgift var att söka efter ubåtar och beskjuta fiendens ställningar på land. Under operationerna på Sicilien var hon baserad på Malta. När invasionen av Italien ägde rum stödde Inglefield landstigningen vid Salerno på ett liknande sätt. Efter att brohuvudet hade upprättats bildade hon eskort tillbaka till hemmavattnen, men skickades snart tillbaka till Medelhavet för operationer i Italien. En uppgift var att eskortera HMS Renown, med den brittiske premiärministern Winston Churchill ombord, från Alger till Alexandria.
Under Operation Shingle i början av 1944 genomförde Inglefield en avledande beskutning av Civitavecchia för att dra bort axelmakternas styrkor från Anzio. Hon besköt sedan kustvägen vid Formia i två dagar innan hon stödde styrkorna på marken vid Anzio. Fartyget opererade från Neapel och transporterade förnödenheter och trupper till slaget, samt fortsatte att ge täckande eld och bombardera kustvägar.

## Den sista striden
Den 15 februari 1944 eskorterade hon ett ammunitionsfartyg från Neapel till Anzio. Därefter intog hon en defensiv position för att skydda ankarplatsen i Anzio. Efter tio dagar i denna position träffades Inglefield direkt av en Henschel Hs 293 bomb och sjönk med förlust av 35 liv.